# The Locket (película de 1946)
The Locket, conocida en español como «La huella de un recuerdo» (España) o «El medallón» (América Latina) es una película estadounidense  de suspense psicológico de 1946 dirigida por John Brahm, y protagonizada por Laraine Day, Brian Aherne, Robert Mitchum y Gene Raymond, y lanzada por RKO Pictures. La trama está basada en un guion de Sheridan Gibney adaptado del cuento «What Nancy Wanted» de la escritora estadounidense Norma Barzman, esposa del escritor Ben Barzman (quien más tarde figuraría en la lista negra de Hollywood). La película destaca por su uso complejo y confuso de analepsis en capas dentro de otras analepsis para darle profundidad psicológica a la narrativa.

## Trama
Un hombre de aspecto respetable aparece sin previo aviso y sin ser invitado en una boda de la clase alta en una residencia en Park Avenue en Manhattan, y pide que llamen al novio, John Willis (Raymond). La sobriedad de la apariencia del hombre, así como su habla y modales, provocan aquiescencia. Tras un cordial saludo, el hombre, quien resulta ser el psiquiatra Harry Blair, relata en una serie de analepsis anidadas una historia según la cual su exesposa Nancy (Day), ahora prometida de Willis, no sólo es una cleptómana, una mentirosa empedernida y una asesina, sino que está impune por cualquiera de sus muchos crímenes.
Al parecer, todas las fechorías de Nancy se deben a que fue falsamente acusada de robar cuando era niña. Blair narra cómo Nancy empezó a salir con Norman Clyde (Mitchum), un artista de quien luego se separa, y quien contacta a Blair en vísperas de ser ejecutado por un asesinato que ella cometió y él ayudó a ocultar. Ignorante de todo esto hasta que lo escucha de labios de Clyde poco después de su apresurado matrimonio con Nancy, Blair se muestra escéptico y recomienda a Clyde buscar terapia para sus delirios. En cambio, Clyde se suicida, saltando por la ventana de la oficina del piso superior de Blair.
Blair intenta dejar atrás las dudas que fueron sembradas por Clyde, pero descubre por su cuenta motivos para cuestionar a Nancy. Cuando, cinco años después, finalmente se ve confrontado por la verdad de los robos en serie y engaños compulsivos de la mujer, Nancy logra de manera fraudulenta hacer que lo internen en un hospital psiquiátrico. Algún tiempo no especificado después de divorciarse de él, se compromete con Willis. Es totalmente ambiguo si Nancy sabe que Willis es de hecho el hijo de la mujer que la había acusado de robo en su niñez, y que la persona que fue su pesadilla de la infancia se convertirá en su suegra.
A pesar de la pasión de Blair al narrar los detalles indecorosos de la década anterior, un Willis cada vez más inestable sigue decidido a llevar a cabo la boda. Las damas de honor atienden a Nancy a medida que se acerca la ceremonia.
Vestida con su vestido de novia y velo, Nancy recibe un recuerdo familiar transmitido a lo largo de tres generaciones de mujeres de la familia Willis: el mismo medallón dorado en forma de corazón que una vez fue acusada de robar, ahora colgado cariñosamente alrededor de su cuello por la misma mujer que la había atormentado. Abrumada, se ve asaltada por alucinaciones de su sórdido pasado y colapsa física y mentalmente durante la marcha nupcial. Después del turbio episodio, se ve cómo es internada en un hospital psiquiátrico, mientras su exmarido aconseja al prometido y a su madre que le muestren paciencia y compasión.

## Elenco
- Laraine Day como Nancy Monks Blair Patton
- Brian Aherne como el Dr. Harry Blair
- Robert Mitchum como Norman Clyde
- Gene Raymond como John Willis
- Sharyn Moffett como Nancy a la edad de 10 años
- Ricardo Cortez como Drew Bonner
- Katherine Emery como la Sra. Willis
- Helene Thimig como la Sra. Monks
- Reginald Denny como el Sr.Wendell
- Nella Walker como la Sra. Wendell
- Henry Stephenson como Lord Wyndham
- Lillian Fontaine como Lady Wyndham
- Myrna Dell como Thelma
- Wyndham Standing como mayordomo (sin acreditar)

## Antecedentes
- El actor canadiense Hume Cronyn compró originalmente el guion de Norma Barzman para producir y dirigir la película con su esposa Jessica Tandy en el papel principal, pero luego vendió los derechos a la RKO Pictures, que pidió a Gibney que reescribiera el guion. El guion original de Barzman se encuentra disponible en los documentos Cronyn-Tandy en la Biblioteca del Congreso de los Estados Unidos.[2]
- Los interiores utilizados para la casa de la Sra. Willis parecen haber sido los mismos utsados para la casa de Alex Sebastian (Claude Rains) en Notorious de Alfred Hitchcock, distribuida por RKO en septiembre de 1946.

## Recepción

### Respuesta de la crítica
Cuando la película se estrenó, el personal de la revista Variety la elogió, escribiendo que: «La historia lleva la técnica de la analepsis a terrenos más lejanos de lo que generalmente se emplea. El guion de Sheridan Gibney muestra una comprensión del tema y demuestra una base sólida para las capaces actuaciones logradas por la dirección de John Brahm. Latter prepara sus escenas para lograr un interés total e introduce cuidadosamente la duda (y la esperanza del público) de que Nancy no es la villana».
En 1992, los historiadores del cine Alain Silver y Elizabeth Ward elogiaron el melodrama inusual en el estilo visual de la RKO, afirmando que «se distingue por sus analepsis dentro de otras analepsis, en los que la historia a menudo es narrada por una tercera o cuarta persona. Tal dispositivo es manejado eficazmente en preparación para el analepsis culminante, que revela la verdad».
El crítico contemporáneo Dennis Schwartz le dio a la película una crítica mixta en 2006, escribiendo: «Un drama psicológico sobre una mujer con un oscuro secreto de niñez que se traslada a su vida adulta. Es un melodrama barroco de posguerra, crujiente como escalones de madera en una casa enmohecida... Fue una presentación demasiado de palo para generar poco más que unas pocas chispas... Es una historia sombría, con muchas cosas severas sucediendo. Las complejidades de la heroína fueron bien presentadas. Los comentarios del analista respecto a si ella había robado como venganza contra la Sra. Willis parecieron ser una explicación razonable, de ser tomadas al pie de la letra... The Locket sólo tuvo algo de brillo pero no suficiente sustancia. Eso sí, con todo y lo confusa que fue, logró mantenerme alerta queriendo saber qué pasaba. El problema es que nunca descubrí de manera satisfactoria lo que pasaba.